# نزف الجسم الزجاجي
نزف الجسم الزجاجي هو ارتشاح أو تسرب الدم إلى المناطق الموجودة داخل وحول الجسم الزجاجي للعين. الجسم الزجاجي هو الهلام الصافي الذي يملأ الفراغ بين العدسة وشبكية العين. مجموعة متنوعة من الظروف يمكن أن تؤدي إلى تسرب الدم للجسم الزجاجي، والذي يؤدي بدوره إلى ضعف الرؤية، وظهور عوائم العين، وترائي الومضات.

## الأعراض
تشمل الأعراض الشائعة للنزف الزجاجي ما يلي:
- زغللة العين
- العَوَائِم - ظهارات باهتة تشبه شكبة العنكبوت تطفو من خلال مجال الرؤية
- لون محمر للرؤية
- ترائي الومضات - ومضات ضوئية موجزة في الرؤية المحيطية[2]

غالبًا ما يظهر النزف الزجاجي الصغير على شكل «عَوَائِم». حيث تؤدي الحالة المعتدلة إلى ظهور خطوط داكنة في الرؤية، بينما يمكن أن يؤدي النزيف الزجاجي الكثيف إلى تثبيط الرؤية بشكل كبير.

## الأسباب
هناك العديد من العوامل المعروفة بأنها تسبب النزف الزجاجي.

### اعتلال الشبكية السكري
السبب الأكثر شيوعًا عند البالغين هو اعتلال الشبكية السكري. يمكن أن تتكون الأوعية الدموية غير الطبيعية في المقصورة الخلفية لعين الشخص المصاب بداء السكري. هذه الأوعية الدموية الجديدة أضعف وعرضة للكسر والنزف. يمثل اعتلال الشبكية السكري 31.5-54% من جميع حالات النزف الزجاجي لدى البالغين في الولايات المتحدة.

### الصدمة
يمكن لبعض الإصابات أن تسبب نزيفًا في الأوعية الدموية في الجزء الخلفي من العين. الصدمة هي السبب الرئيسي للنزف الزجاجي عند الشباب، وتمثل 12-18.8% من الحالات عند البالغين.

### تمزق الشبكية أو انفصالها
يمكن أن يسمح التمزق في الشبكية للسوائل من العين بالتسرب خلف الشبكية، مما يؤدي إلى انفصال الشبكية. عندما يحدث هذا، يمكن أن ينزف الدم من الأوعية الدموية في شبكية العين إلى الجسم الزجاجي. يمثل تمزق الشبكية 11.4-44% من حالات النزف الزجاجي.

### انفصال الجسم الزجاجي الخلفي
عندما يكبر المرء، يمكن أن تتطور جيوب السوائل في الجسم الزجاجي. عندما تتطور هذه الجيوب بالقرب من مؤخرة العين، يمكن أن يبتعد الجسم الزجاجي عن الشبكية وربما يؤدي إلى تمزقها. يمثل الانفصال الزجاجي الخلفي 3.7-11.7% من حالات النزف الزجاجي.

### أسباب أخرى
تشكل الأسباب الأقل شيوعًا للنزيف الزجاجي 6.4-18% من الحالات، وتشمل:
- اعتلال الشبكية المنجلي
- تمدد الأوعية الدموية الكبيرة
- التنكس البقعي المرتبط بالعمر
- متلازمة تيرسون
- اتساع الأوعية الدموية في الشبكية نتيجة انسداد الوريد الشبكي الفرعي أو المركزي.

## التشخيص
يتم تشخيص النزف الزجاجي عن طريق تحديد الأعراض وفحص العين وإجراء الاختبارات لتحديد السبب. تتضمن بعض الاختبارات الشائعة ما يلي:
- فحص العين بالمجهر.
- توسيع حدقة العين وفحصها.
- يمكن استخدام الفحص بالموجات فوق الصوتية إذا لم يكن لدى الطبيب رؤية واضحة للمقصورة الخلفية الخاصة بالعين.
- تحليل الدم، للتحقق من أسباب محددة مثل مرض السكري.
- تصوير بالأشعة المقطعية للتحقق من وجود إصابات حول العين.
- الإحالة إلى أخصائي الشبكية.[2]

## العلاجات
تعتمد طريقة العلاج المستخدمة على سبب النزف. في معظم الحالات، يُنصح المريض بالراحة مع رفع الرأس 30-45 درجة، وأحيانًا وضع لصقات على العين للحد من الحركة قبل العلاج للسماح للدم بالاستقرار. كما ينصح المريض بتجنب تناول الأدوية التي تسبب ترقق الدم (مثل الأسبرين أو الأدوية المماثلة).
الهدف من العلاج هو إصلاح سبب النزف في أسرع وقت ممكن. يتم إغلاق تمزق الشبكية عن طريق العلاج بالليزر أو العلاج بالتبريد، ويتم إعادة توصيل الشبكية المنفصلة جراحيًا.
حتى بعد العلاج، قد يستغرق الجسم شهورًا لتطهير الجسم الزجاجي بالكامل من الدم. في حالات النزف الزجاجي الناتج عن انفصال الشبكية، أو النزيف الزجاجي طويل الأمد لمدة تزيد عن 2 إلى 3 أشهر، أو الحالات المرتبطة بالقزحية القزحية أو الجلوكوما، قد يكون من الضروري استئصال الجسم الزجاجي لإزالة الدم الثابت فيه.